# Henri Pielage
Henricus Albertus (Henri) Pielage (Haarlem, 18 januari 1866 – aldaar, 7 februari 1955) was een Nederlands organist.

## Henri Pielage
Hij was zoon van winkelier Johannes Ferdinand Pielage en Christina Jacoba Maria Wesselingh. Hijzelf was getrouwd met Catharina Cornelia van der Meijden. Hij was ridder in de Orde van Oranje-Nassau. 
Hij kreeg zijn muziekopleiding grotendeels van Nicolaas Hendrik Andriessen en Philip Loots. Hij werd organist en koorleider van de Kathedrale basiliek Sint Bavo in zijn geboorteplaats. In die stad en omstreken (Kennemerland) had hij de functies pianoleraar, dirigent van aan aantal gemengde en mannenkoren (Onder Ons, Crescendo) en harmonieorkest (Sint Caecilia). Omstreeks 1905 werd hij muziekrecensent van de Opregte Haarlemsche Courant. Pielage zou met zijn koren talloze prijzen halen in binnen- en buitenland. Hij was gespecialiseerd in uitvoeringen van werken van Loots en noemde ook een koor naar hem.

## Familie
Zus Betsy Pielage (Elisabeth Theodora Maria Pielage, Haarlem, 6 juli 1875- aldaar 8 juni 1954) was een bekend begeleidend pianiste, muziekpedagoge en koordirigent (wezenkoor in Haarlem) in Haarlem en omstreken. Ook zij kreeg les van Philips Loots. Onder haar leerlingen bevonden zich de dochters van Loots als ook de landelijk bekende organist en componist Jan Mul.
Broer Frans Pielage (Franciscus Antonius Maria Pielage (Haarlem, 20 november 1885- overleden na 1972) was dirigent van diverse koren als ook het Nederlands Operette Gezelschap; hij leerde de muziek ook van Philip Loots. Hij werd organist te Haarlem, Hillegom en Aerdenhout.